# Claus Göttsche
Claus Göttsche  (* 27. Mai 1899 in Aasbüttel; † 12. Mai 1945 in Hamburg) war deutscher Polizist und leitete das Judenreferat der Hamburger Gestapo von 1941 bis 1943. Göttsche war maßgeblich in die Deportation der Hamburger Juden involviert.

## Leben
Göttsche, dessen Vater Schuhmachermeister war, war nach dem Abschluss seiner Schulzeit ab 1914 in der Landwirtschaft tätig. Ab 1917 nahm er als Soldat am Ersten Weltkrieg teil und wurde 1919 aus der Armee entlassen. Nachdem er danach wieder kurzzeitig in der Landwirtschaft tätig gewesen war, verpflichtete er sich ab 1921 für zwölf Jahre als Hilfswachtmeister bei der Hamburger Polizeibehörde. Nachdem er 1930 im Dienstrang eines Hauptwachtmeisters auf Lebenszeit verbeamtet wurde, wechselte er 1932 von der Ordnungspolizei zur Staatspolizei/Politischen Polizei (ab 1935 Gestapo). Göttsche, der zum 1. Mai 1933 der NSDAP beitrat (Mitgliedsnummer 3.008.036), war nach der nationalsozialistischen Machtergreifung ab April 1933 unter Kriminalkommissar Peter Kraus in die polizeiliche Verfolgung von Kommunisten involviert und auch an der Beschlagnahmung des Parteivermögens der SPD in Hamburg beteiligt. In der SS brachte er es bis zum Hauptsturmführer.

## Tätigkeit als Judenreferent bei der Hamburger Gestapo
1935 kam er zur Gestapoabteilung „Judensachen, Kirchenangelegenheiten, Freimaurerei, Sekten“ und wurde 1941 nach der Beförderung zum Kriminalkommissar Judenreferent der Hamburger Gestapo. Ab Herbst 1941 organisierte er die als sogenannte Umsiedlungen getarnten Deportationen der Hamburger Juden in das Ghetto Litzmannstadt, in das Lager Jungfernhof, in das Ghetto Riga, das Ghetto Minsk, in das KZ Auschwitz-Birkenau sowie das Ghetto Theresienstadt. Göttsche war somit für den Tod tausender Hamburger Juden mitverantwortlich.
Im Herbst 1943 wechselte er zur Nachrichtenabteilung der Hamburger Gestapo und übernahm deren Leitung. Kurz vor Kriegsende verschaffte sich Göttsche Personaldokumente auf den Namen „Claus Clausen“, eine Zyankalikapsel und auch erhebliche Geldmittel. Göttsche tauchte in Hamburg-Volksdorf unter, wurde jedoch entdeckt und nahm sich bei seiner Festnahme durch britische Soldaten am 12. Mai 1945 durch Biss auf die Zyankalikapsel das Leben.